# Stazione di Jōmō-Kōgen
La stazione di Jōmō-Kōgen (上毛高原駅?, Jōmō-Kōgen-eki) è una stazione ferroviaria della cittadina di Minakami, nella prefettura di Gunma della regione del Kantō utilizzata esclusivamente dai servizi Shinkansen.

## Linee
East Japan Railway Company
■ Jōetsu Shinkansen

## Struttura
La stazione è dotata di due marciapiedi laterali con due binari in superficie.
| 1 | Jōetsu Shinkansen | per Takasaki, Ōmiya e Tokyo |
| 2 | Jōetsu Shinkansen | per Nagaoka e Niigata       |

## Stazioni adiacenti
| «                 | Servizio          | »                 |
| Jōetsu Shinkansen | Jōetsu Shinkansen | Jōetsu Shinkansen |
| ----------------- | ----------------- | ----------------- |
| Takasaki          | -                 | Echigo-Yuzawa     |